# Maximiliano Gómez (calciatore 1988)
Gerardo Maximiliano Gómez (Buenos Aires, 3 gennaio 1988) è un calciatore argentino, centrocampista del Real Potosí.